# Massimo Lopez

Massimo Lopez

Massimo Lopez (* 11. Januar 1952 in Ascoli Piceno) ist ein italienischer Schauspieler, Synchronsprecher und Komiker.

## Leben und Wirken
Massimo Lopez wuchs gemeinsam mit drei älteren Brüdern in Ascoli Piceno auf. Sein fünf Jahre älterer und 2021 verstorbener Bruder Giorgio Lopez war ebenfalls als Schauspieler und Synchronsprecher tätig. Der Schauspieler Gabriele und der Synchronsprecher Andrea Lopez sind seine Neffen.
Seine Schauspielerkarriere startete er in den 1970er Jahren auf der Theaterbühne in Stücken von Molière und Pirandello, wie Mattia Pascal. Seit 1982 ist er auch vor der Kamera tätig. Er tritt seitdem auch als Stand-up-Comedian auf. Von 1983 bis 1994 trat er oftmals gemeinsam mit Anna Marchesini und Tullio Solenghi als Komiker-Trio in verschiedenen Sendungen auf. Zudem schreibt Lopez Drehbücher für Film-und-Fernsehproduktionen und führte bislang einmalig die Regie bei einem Spielfilm.
Lopez ist umfangreich als Synchronsprecher aktiv. Er synchronisierte unter anderem Robin Williams, Danny DeVito, Mike Myers oder Stephen Fry. Er sprach auch eine Vielzahl von Figuren in Zeichentrickserien wie beispielsweise Popeye, Happy Tree Friends oder Futurama. Zudem übersetzte er einige Videospiele wie Lego Star Wars oder Call of Duty in die italienische Sprache. Seit Ende 2013 (ab der 24. Staffel) ist Lopez der italienische Sprecher von Homer Simpson in der Zeichentrickserie Die Simpsons.
Im März 2017 erlitt Lopez einen Herzinfarkt, der bei ihm keine bleibenden gesundheitlichen Schäden hinterließ. Daraufhin nahm er im Mai 2017 seine Arbeit wieder auf.
Lopez lebt in Rom.

## Filmografie (Auswahl)
Filme
- 1981: Ciao nemico
- 2001: Aida degli alberi

Serien
- 1985–1986: Domenica in
- 1986–1987: Fantastico
- 1995: Scherzi a parte
- 2001–2002: Quelli che... Il Calcio
- 2005: Striscia la notizia
- 2008: Non esiste più la mezza stagione